# Johann Radon
Johann Karl August Radon (n. 16 decembrie 1887, Děčín, Ústí nad Labem, Cehia – d. 25 mai 1956, Varșovia, Polonia) a fost un matematician austriac. Teza sa de doctorat se referea la calculul variațiilor (în 1910, la Universitatea din Viena).